# Kanton Bourg-en-Bresse-2
Bourg-en-Bresse-2 is een kanton van het Franse departement Ain. Het kanton maakt deel uit van het arrondissement Bourg-en-Bresse en telde 25.779 inwoners in 2018.
Het kanton werd gevormd ingevolge het decreet van 13 februari 2014 met uitwerking op 22 maart 2015.

## Gemeenten
Het kanton omvat de volgende gemeenten:
- Bourg-en-Bresse (zuidelijk deel)
- Péronnas
- Saint-Denis-lès-Bourg
- Saint-Rémy